# Тернер (лунный кратер)
Кратер Тернер (лат. Turner) — небольшой ударный кратер в экваториальной области видимой стороны Луны. Название присвоено в честь английского астронома и сейсмолога Герберта Тернера (1861—1930) и утверждено Международным астрономическим союзом в 1935 г.

## Описание кратера
Ближайшими соседями кратера Тернер являются кратер Гамбар на северо-западе; кратер Земмеринг на востоке-северо-востоке; кратер Лаланд на юго-востоке и кратер Фра Мауро на юго-западе. На западе-северо-западе от кратера расположено Море Островов; на северо-западе горы Карпаты; на севере Залив Зноя; на востоке Залив Центральный; на юге Море Облаков; на юго-западе Море Познанное. Селенографические координаты центра кратера 1°24′ ю. ш. 13°14′ з. д. / 1,4° ю. ш. 13,24° з. д., диаметр 11,2 км, глубина 2630 м.
Кратер имеет циркулярную чашеобразную форму и практически не разрушен. Вал с четко очерченной острой кромкой и гладким внутренним склоном с высоким альбедо. Высота вала над окружающей местностью достигает 410 м, объем кратера составляет приблизительно 50 км³. На западе к кратеру Тернер примыкают остатки кратера равного ему по диаметру.
Кратер Тернер включен в список кратеров с темными радиальными полосами на внутреннем склоне Ассоциации лунной и планетарной астрономии (ALPO) и относится к числу кратеров, в которых зарегистрированы температурные аномалии во время затмений. Объясняется это тем, что подобные кратеры имеют небольшой возраст и скалы не успели покрыться реголитом, оказывающим термоизолирующее действие.

## Сателлитные кратеры
| Тернер | Координаты                                          | Диаметр, км |
| ------ | --------------------------------------------------- | ----------- |
| A      | 1°05′ ю. ш. 14°45′ з. д. / 1,09° ю. ш. 14,75° з. д. | 5,3         |
| B      | 0°58′ ю. ш. 10°37′ з. д. / 0,97° ю. ш. 10,62° з. д. | 4,6         |
| C      | 2°25′ ю. ш. 12°15′ з. д. / 2,41° ю. ш. 12,25° з. д. | 4,6         |
| F      | 1°38′ ю. ш. 14°07′ з. д. / 1,64° ю. ш. 14,12° з. д. | 6,9         |
| H      | 2°49′ ю. ш. 12°59′ з. д. / 2,82° ю. ш. 12,98° з. д. | 3,9         |
| K      | 3°52′ ю. ш. 13°26′ з. д. / 3,86° ю. ш. 13,43° з. д. | 3,6         |
| L      | 3°26′ ю. ш. 12°37′ з. д. / 3,44° ю. ш. 12,61° з. д. | 5,1         |
| M      | 4°14′ ю. ш. 11°49′ з. д. / 4,23° ю. ш. 11,82° з. д. | 3,1         |
| N      | 2°53′ ю. ш. 12°04′ з. д. / 2,88° ю. ш. 12,06° з. д. | 3,3         |
| Q      | 1°00′ ю. ш. 12°28′ з. д. / 1° ю. ш. 12,47° з. д.    | 2,7         |

- Сателлитный кратер Тернер F относится к числу кратеров, в которых зарегистрированы температурные аномалии во время затмений.

## См.также
- Список кратеров на Луне
- Лунный кратер
- Морфологический каталог кратеров Луны
- Планетная номенклатура
- Селенография
- Минералогия Луны
- Геология Луны
- Поздняя тяжёлая бомбардировка